# Jezero (gmina Kalinovik)
Jezero (cyr. Језеро) – wieś w Bośni i Hercegowinie, w Republice Serbskiej, w gminie Kalinovik. W 2013 roku liczyła 7 mieszkańców.